# Cục Tổ chức Trung ương Đảng Cộng sản Nga khóa IX (1920–1921)
Cục Tổ chức Trung ương Đảng Cộng sản Nga khóa IX được bầu tại Hội nghị Trung ương lần thứ nhất của Ban chấp hành Trung ương Đảng Cộng sản Nga (Bolsheviks) khóa IX được tổ chức ngày 5/4/1920.

## Ủy viên chính thức
| Ủy viên chính thức | Ủy viên chính thức                 | Ủy viên chính thức | Ủy viên chính thức | Ủy viên chính thức | Ủy viên chính thức |
| STT                | Họ tên (sinh-mất)                  | Chức vụ            | Chức vụ            | Chức vụ | Ghi chú            |
| STT                | Họ tên (sinh-mất)                  | Nhiệm kỳ           | Nhiệm kỳ           | Chức vụ kiêm nhiệm | Ghi chú            |
| ------------------ | ---------------------------------- | ------------------ | ------------------ | --- | ------------------ |
| 1                  | Nikolay Krestinsky (1883–1938)     | 5/4/1920           | 16/3/1921          | Bí thư trách nhiệm Ban Chấp hành Trung ương Đảng Cộng sản Nga Ủy viên Bộ chính trị Đảng Cộng sản Nga Bí thư Trung ương Đảng Cộng sản Nga Ủy viên Dân ủy Tài chính Nga Xô |                    |
| 2                  | Yevgeni Preobrazhensky (1886–1937) | 5/4/1920           | 16/3/1921          | Bí thư Trung ương Đảng Cộng sản Nga |                    |
| 3                  | Alexey Rykov (1881–1938)           | 5/4/1920           | 16/3/1921          | Ủy viên Trung ương Đảng Cộng sản Nga Chủ tịch Hội đồng tối cao về kinh tế quốc dân Nga Xô                                                                                |                    |
| 4                  | Leonid Serebryakov (1890–1937)     | 5/4/1920           | 16/3/1921          | Ủy viên Trung ương Đảng Cộng sản Nga Bí thư Đoàn Chủ tịch Ủy ban Chấp hành Trung ương Đại hội Xô Viết Toàn Nga                                                           |                    |
| 5                  | Joseph Stalin (1878–1953)          | 5/4/1920           | 16/3/1921          | Ủy viên Bộ chính trị Đảng Cộng sản Nga Ủy viên Dân ủy Dân tộc Nga Xô |                    |

## Ủy viên dự khuyết
| Ủy viên dự khuyết | Ủy viên dự khuyết             | Ủy viên dự khuyết | Ủy viên dự khuyết | Ủy viên dự khuyết                                                 | Ủy viên dự khuyết |
| STT               | Họ tên (sinh-mất)             | Chức vụ           | Chức vụ           | Chức vụ                                                           | Ghi chú           |
| STT               | Họ tên (sinh-mất)             | Nhiệm kỳ          | Nhiệm kỳ          | Chức vụ kiêm nhiệm                                                | Ghi chú           |
| ----------------- | ----------------------------- | ----------------- | ----------------- | ----------------------------------------------------------------- | ----------------- |
| 1                 | Felix Dzerzhinsky (1877–1926) | 5/4/1920          | 16/3/1921         | Ủy viên Trung ương Đảng Cộng sản Nga Ủy viên Dân ủy Nội vụ Nga Xô |                   |
| 2                 | Mikhail Tomsky (1880–1936)    | 5/4/1920          | 16/3/1921         | Ủy viên Trung ương Đảng Cộng sản Nga                              |                   |